# Nokia 3210
Il Nokia 3210 fu un cellulare dual-band prodotto dalla Nokia a partire dal 1999. Il dispositivo presentava un design più largo in corrispondenza dello schermo e più stretto all'altezza della tastiera ed era dotato di un display grafico in bianco e nero, retroilluminato.
Le caratteristiche dell'antenna interna (tra il 1998 e il 2002 la maggior parte dei cellulari era dotato di una piccola antenna sporgente) e della scrittura facilitata T9 (il 3210 era tra i primi terminali a integrare questa funzione) diedero a questo modello un grande successo commerciale, specialmente in Europa e nell'America del Nord. Il successo del Nokia 3210 può anche essere attribuito al fatto che la campagna pubblicitaria di questo cellulare era indirizzata soprattutto ai ragazzi. I tre giochi inclusi, le cover intercambiabili, la creazione di una suoneria personalizzata e i prezzi molto competitivi resero questo modello ancora più popolare, soprattutto fra i ragazzi dai 15 ai 25 anni.
La tastiera (con tasti di plastica rigida, di discrete dimensioni e dalla buona risposta) presentava, oltre ai dieci tasti dei numeri e ai due tasti * e #, un tasto "C" (per cancellare il testo digitato e tornare indietro nei menù), un doppio tasto di freccia a due direzioni (tasti di scorrimento) e un tasto centrale, detto "Nokia Navi", con il quale era possibile eseguire la funzione selezionata sul display. Sul lato superiore era presente il tasto che permetteva l'accensione e lo spegnimento del telefono, oltre che l'attivazione o disabilitazione dei toni.
La suoneria personalizzata con il "compositore" (basato sull'uso delle note musicali anglosassoni) poteva poi essere inviata via SMS ad altri cellulari compatibili con lo stesso tipo di suonerie, anche se sprovvisti dell'editor. Potevano venire memorizzate una suoneria personalizzata e una ricevuta, oltre a tutte quelle predefinite e immodificabili. Le suonerie erano monofoniche.
I giochi inclusi erano Snake, Memory e Logic. I numeri di telefono potevano essere memorizzati unicamente sulla scheda SIM, senza la quale non era possibile accedere ad alcuna funzionalità dell'apparecchio.
È stato riproposto nel 2024 (come già accaduto per il Nokia 3310 nel 2017).

## Caratteristiche
- Massa: 153 g
- Dimensioni: 123.8 x 50.5 x 16.7 mm
- Durata batteria in standby: 260 ore (10 giorni)
- Durata batteria in chiamata: più di 3 ore
- Tempo di ricarica: 4 ore
- Creazione di suoneria personalizzata
- Vibrazione - In alcuni Paesi (tra cui l'Italia) Nokia decise di rimuovere tale funzione da questo modello: in questo caso per poter ottenere la vibrazione era necessario intervenire sull'hardware (installando un apposito motore di vibrazione acquistato a parte) e sul software (collegando il telefono a un PC tramite apposito cavo ed apposito software, per attivare il menù di vibrazione)[2][3], facendo quindi decadere la garanzia.
- 3 giochi
- Antenna interna
- Cover intercambiabili
- Picture messages (invio di immagini predefinite attraverso SMS ad altri cellulari compatibili)